# Irenopsis
Irenopsis — рід грибів родини Meliolaceae. Назва вперше опублікована 1927 року.